# Associação Comercial do Porto

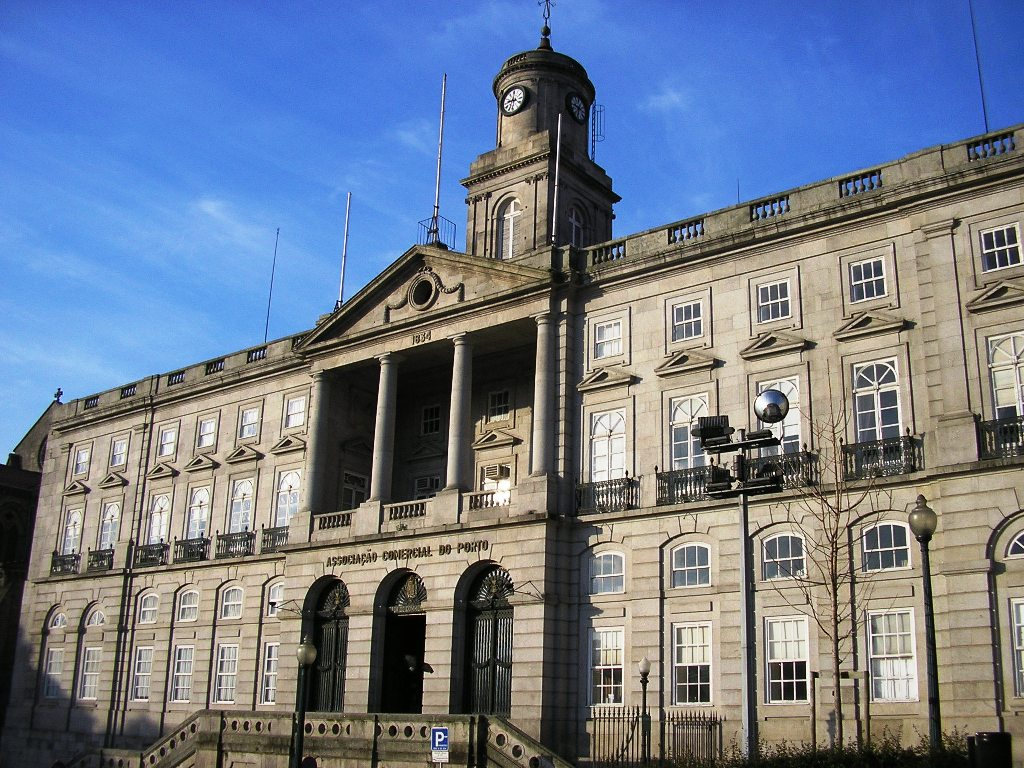
Palácio da Bolsa, no Porto, sede da ACP.

A Associação Comercial do Porto (ACP) GCC • MHIH • GOIP • MHMAI • MHMAI • MHME é uma associação constituída e fundada em 1834 na cidade do Porto para assegurar a representação da comunidade de negócios da região a nível nacional e internacional. É igualmente conhecida por Câmara de Comércio e Indústria do Porto (CCIP). É a mais antiga associação empresarial de Portugal.

## História
A sua história remonta ao século XVIII onde já os homens de negócios da cidade se reuniam na Congregação Juntina, predecessora da actual ACP.
A 16 de Novembro de 1934 foi feita Grã-Cruz da Ordem Militar de Nosso Senhor Jesus Cristo, a 28 de Maio de 1937 foi feita Grande-Oficial da Ordem da Instrução Pública, a 9 de Abril de 1981 foi feita Membro-Honorário da Ordem Civil do Mérito Agrícola, Industrial e Comercial Classe Industrial, a 15 de Novembro de 1994 foi feita Membro-Honorário da Ordem do Mérito Empresarial Classe Comercial e a 30 de Maio de 2019 foi feita Membro-Honorário da Ordem do Infante D. Henrique.
Hoje, a ACP tem a sua sede localizada num dos mais emblemáticos edifícios da cidade do Porto, o Palácio da Bolsa e nela se reúnem representantes de todos os sectores de actividade, da agro-indústria ao turismo, passando pela indústria, comércio, distribuição, serviços e profissionais livres.
A ACP tem desde 2013 como seu presidente e representante o Dr. Nuno Botelho e vice-presidente o Álvaro Costa. O Filipe Moreira e o António Rica são, respetivamente, primeiro e segundo secretário.